# Олаф Лодал
Олаф Лодал (6. јул 1885 — 31. август 1969) бивши дански атлетичар, чија је специјалност била трчање на дуге стазе, а нарочито маратон. По занимању био је елекро инжењер.
Лодал емигрира у САД са непуних 18 година 1903. где и почиње да трчи. Трчао је за Данско Амерички атлетски клуб (DAAC) у Чикагу. Резултати које је остваривао у САД учинили су да буде изабран да трчи маратон за Данску на Олимпијским играма 1912. у Стокхолму, као члан АК Копенхаген из Копенхагена. Стигао је тридесети од 68 учесника у времену 3:21:57,6.У току своје каријере никад није учествовао на данским првенствима. Године 1915. био је други на маратону у Сент Луису са 3:16:30 и трећи 1916. у времену 3:31:41.
Америчким држављанином постао је 16. августа 1911. Ожењен је Норвежанком Астид (1891—1988). Имали су четворо деце.. 
Живео је 84 године. Умро је у Чикагу 31, августа 1969. године.